# Мюлхайм ан дер Донау
Вижте пояснителната страница за други значения на Мюлхайм.
Мюлхайм ан дер Донау (на немски: Mühlheim an der Donau) е малък град на Дунав в Баден-Вюртемберг, Германия, с 3577 жители (към 31 декември 2015). Образуван е през 1971 г. чрез сливането на общини.
Мюлхайм е споменат за пръв път в документ през 843 г. През 12 век Мюлхайм става собственост на швабските графове фон Цолерн. Фридрих IV фон Цолерн основава малко след 1200 г. замъка Нусбюл южно от Дунав. Скоро се образува окрепен град с четири врати.
През Мюлхайм преминава многоползваният Дунавски велосипеден път.